# Tour-Mentone Vol. I
Tour Mentone Vol. I è il primo EP dei Nanowar of Steel pubblicato il 6 gennaio del 2016 che raccoglie sette canzoni inedite suonate durante il tour del 2016, tra cui V per Viennetta e 400 calci.

## Descrizione
Il disco si compone di sette brani che spaziano tra inediti e alcuni in tiratura limitata. Le tracce sono inframezzate da frammenti audio del film Alex l'ariete.

## Tracce
1. Intro (War Of Alberto) – 0:35
2. Pollocausto (Vallespluga of Death) – 3:26
3. Tutte Cagne – 3:53
4. Ode Al Cetriolo, Ortaggio Prestigioso – 4:37
5. V per Viennetta – 4:33
6. 400 Calci – 3:56
7. George Mastrothard (The Keeper of Stainless Steel) – 4:10

Durata totale: 25:10

## Formazione
- Potowotominimak - voce e cori
- Mr. Baffo - voce e cori
- Mohamed Abdul - chitarra
- Gatto Panceri 666 - basso
- Uinona Raider - batteria